# 天体観望

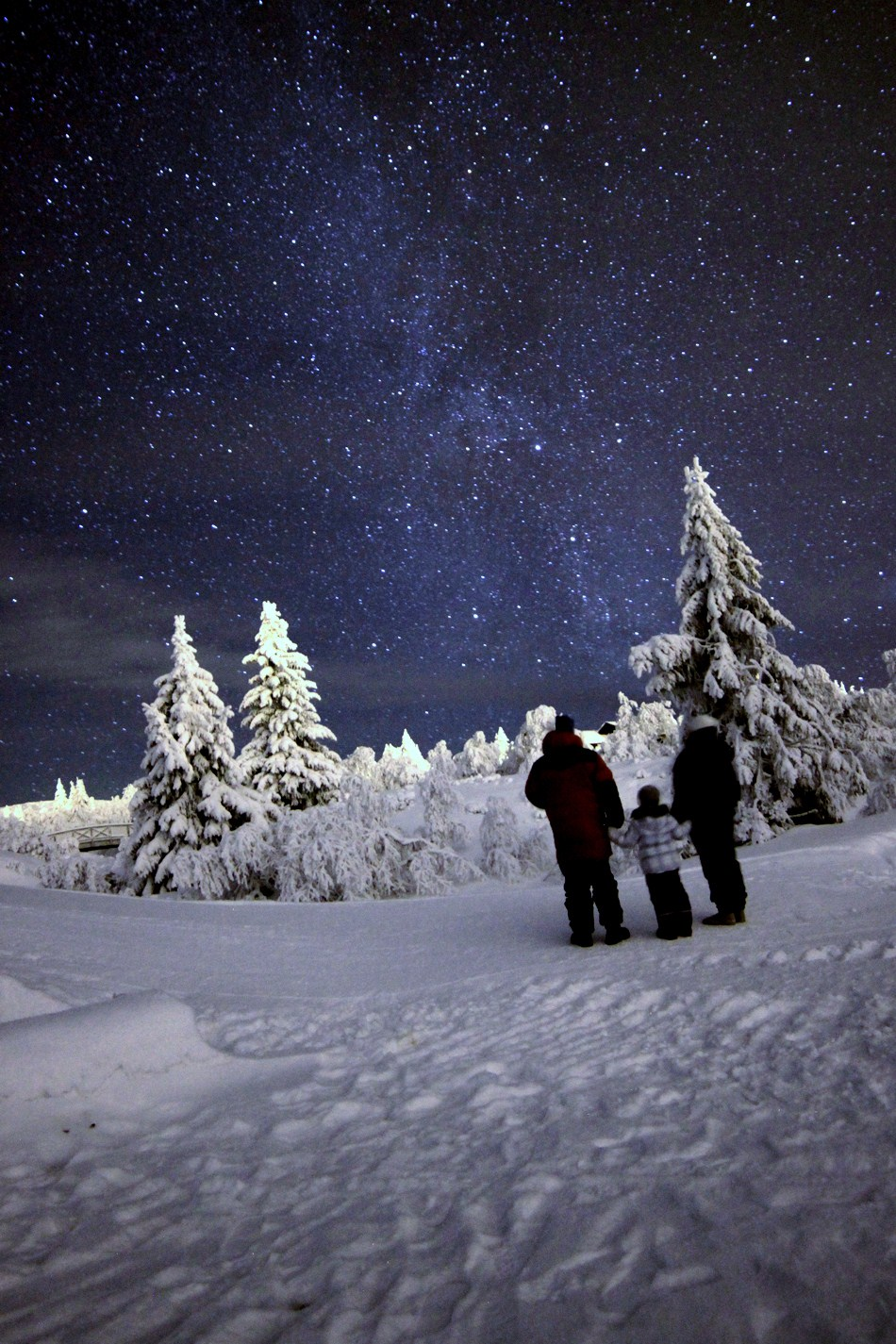
ノルウェーで天体観望をする親子

天体観望（てんたいかんぼう）あるいは天体観賞（てんたいかんしょう）とは、星や星空、夜空などを見て楽しむことである。

## 概要
学問的な観点や特定の目的を持たず、ただ「星を見て楽しむこと」を目的として星空を見る点で、天体観測とは異なる。天体観望の場合には、晴れた夜、家の外に出て空を見上げただけというのも含まれるためである。
用語の定義としては、天体観望が「見て楽しむ」、天体観測が「見て観察や研究対象とする」というニュアンスの違いがある。
天体観望は、ただ楽しむことを目的としているため、必ずしも天文学の知識や機器を用いる必要はない。ただし、ある程度の夜空の地図になっている星座を知っていたり、星図を知っていたりすると、様々な天体について夜空で確認がしやすくなる。

## 天体観望会
近隣に科学館や天文台、高等学校以上の学校がある場合には、天体観測機材を保有・運用している団体が主催して、専門知識のある人を講師にした天体観望会が開かれることがある。日時などは、施設毎によって違うが、夜間の場合には、主に金曜日の夜・土曜日の夜の場合が多い。そのような施設では双眼鏡や天体望遠鏡による観察方法などのレクチャーを行っている。また、都会の場合には空が明るいため、日食や月食などの天体現象の場合には、天文同好会（天文研究会）などでも天体観望会などが行われる。
そのような会では、普通、天の川の所在や、季節ごとの星座、惑星、それからさらに細かい星団などを見ていけるように、説明を行い、実際に天体観測機材を用いて、天体観望を体験できる。
北側では北斗七星とカシオペヤ座からポラリス（現在の北極星）を探す話、夏の大三角、冬の大三角など、星座を見つける手がかりになる図形の話もよく取り上げられる。この目的は、6等級相当では、数千以上の星が輝く星空を観察するときに、手がかりとなる星を探すためである。特に、明るい1等星は、明るい空でも探しやすいため、天体観望を行う際の手がかりになるからである。これらの図形的な説明によって、恒星や惑星の区別がしやすくなる。
また、「スター・ウィーク 〜星空に親しむ週間〜」では、夜空の特定領域の天体の個数を数えることなどによって、肉眼を用いた測光観測を行うことで、大気観測を行うことを目的に行っている。なお、同時に天体観測機器を運用している団体では、天体観望会を同時開催している。

## 天体観望の主な対象
太陽
太陽観望を行う際には、目を傷める可能性があるため、天文教具などの活用が必要である。過去には、すりガラスにロウソクの煤を付けることで観望する方法が推奨されてきたが、作るためにはある程度の熟練が必要なため、遮光用のフィルターなどを用いることが望ましい。遮光用のフィルターを用いることで、日食の観望がしやすくなる。また、稀に肉眼黒点と呼ばれる大きな黒点が、太陽表面に現れることがある。天体望遠鏡などで観望する際には、直接接眼部を覗かず、太陽投影板のような機材を用いて観望することが推奨される。小型天体望遠鏡の場合でも、連続的には観望しないようにして、対物レンズの前などに取り付けた専用のフィルターなどを用いて観望する。
日食
月の影に地球の一部が入ることで起こる天体現象。月は地球に比べて小さいため、その影の大きさも小さい。そのため、地球上でも限られた箇所でしか観測ができない。月が太陽の一部を隠すことによって生じる部分日食と全体を隠すことで生じる皆既日食および金環日食がある。太陽全体を完全に隠す皆既日食と、太陽の縁を残して月が隠す金環日食とがあるが、これは太陽の周囲を回る地球が僅かであるが楕円軌道を描いていることと、地球の周囲を回る月が楕円軌道を描いていることによって結果が違ってきている。
月
昔から、昼間にも観望がしやすいため、過去から多くの記録が残されてきている。月見や月の表面の模様などで親しまれてきた天体観望の対象。肉眼でも、観望がしやすい。小さな望遠鏡や双眼鏡があれば、大きなクレーターが観望できる。
月食
地球の影に月軌道が交差することによって起こる天体現象。地球が太陽の周囲を回る黄道面と月が地球の周りを回る白道面との間には僅かであるが角度が付いている。そのため、普段は満月として観測される月が地球の影に入ることで、月の一部が欠ける部分月食や月の全体が影に隠れる皆既月食が生じる。
星座
星空を88の区分で分けて様々な星座が夜空に定められている。星座が定められたのは、ある天体が発見されたときに、どの場所で発見されたのかが分かるようにであり、現在はあまり大きな意味を持たない。しかし、星座を構成する恒星の位置を確認することができるようになると、以下のような天体を簡単に見つけたり、確認することができるようになる。
惑星
肉眼などでは、水星・金星（明けの明星・宵の明星）・火星・木星・土星などを確認することができる。水星は、太陽の近くを回っているため、日没後または日出前の僅かな時間で探さないと中々見つからない。金星は、大きさも地球に近いため非常に明るい。火星は、約2.2年毎の会合周期を持つため、その時期には観望がしやすい。また、木星や土星は、地球の10倍以上もある巨大なガス惑星のため、明るく観望がしやすい。天体観望会などではこれらの天体を観望できる機会が多い。
流星群
彗星が太陽に近づくと、彗星のコアからは、水を主成分とするガス・プラズマとケイ素や炭素を主成分とするダスト・プラズマが放出される。このうち、ダスト成分は、彗星の軌道に沿って残り太陽の周囲を回る。この軌道と地球の軌道が交差する箇所では、そのダストが地球の引力に引かれたり、地球がダスト成分の軌道に衝突することによって、大気圏に突入して、大気の断熱圧縮によって明るく輝く。流星群には、群流星と散在流星がある。群流星の多くは彗星を起源に持つ天体現象であるが、散在流星は、時々スペースデブリや小さな隕石のかけらなどの場合もある。特に明るく輝く流星を「火球」と呼び区別している。
彗星
太陽に近づいてきた彗星は、大きなコアを持つものならば、ある程度の明るさになる。そのような場合には、小さな天体望遠鏡や肉眼などでもはっきりと確認できるため、不定期の天体観望会などが開かれる。
銀河
南半球では大マゼラン雲や小マゼラン雲が観望しやすく、肉眼でも確認できる。一方北半球では、秋の夜空にあるアンドロメダ座のアンドロメダ銀河（M31）が比較的観望しやすいが、光害のない空でないと肉眼では見つける事さえ難しい。肉眼で観望可能な銀河は他には少数しかなく、どれも非常に淡く見える。
星雲
冬の夜空に見えるオリオン座のオリオン大星雲（M42）などが比較的観望しやすい。大半の星雲は、微かな光を放っているため、天体望遠鏡や双眼鏡を活用しないと観望はしづらい。
星団
肉眼で観望しやすいのは、冬の夜空にあるおうし座のプレアデス星団（和名：すばる）や同星座のヒアデス星団などがある。大半の星団は、小さな箇所に集まっているため、天体望遠鏡や双眼鏡での観望に適している。
連星・二重星
肉眼で観望しやすいのは、おおぐま座（北斗七星）の二重星ミザールとアルコルであり、両眼の視力が約0.5以上あれば観望ができる。これを天体望遠鏡等を用いて観望すると、3つの星からなっていることが分かる。連星は、おおいぬ座のシリウスなどがあるが、これはある程度の口径の大型望遠鏡がないと分離は難しい。はくちょう座β星（アルビレオ）など、明るく色の対比の美しい連星・二重星は特に観望対象として好まれる。

## 天体観望をする道具
肉眼
星座、天の川など、大きな範囲を見ることができる。流星を見るのも主に肉眼で行われる。
双眼鏡
比較的明るい天体などを見るのに適する。地球に接近した彗星等は、望遠鏡では倍率が大きくなりすぎ、全体像を把握できない。このような天体には双眼鏡が適する。そのほかに、月、プレアデス星団のような明るく比較的見た目の大きな星団を見るのによい。
天体望遠鏡
手頃な天体望遠鏡があれば、双眼鏡で見られるような天体を、より美しい姿で観察することができる。木星の衛星や土星の輪、連星なども比較的楽に見られる。
星座早見盤
星図

## 天体観望に適した場所
周囲が開けており、夜空の暗いところならば観察が可能である。しかしながら、空が明るい場所でも小さな望遠鏡や双眼鏡などを保有していれば、理科の教科書などで紹介している天体を観察することは十分に可能である。
天の川や暗い天体の観望は、月明かりや人工光による光害を避けて行われる。大都市の街明かりは、数十km離れていても影響が残る場合がある。加えて、大気による光の吸収の影響が少ないため、より標高の高い場所が適している。

## 天体観望の注意点
暗い場所で目を慣らす（暗順応）と、より多くの星が見えてくるようになる。暗順応には10分 - 30分程度を要する。明るい光が少しでも目に入ると、一瞬で暗順応前の状態に戻ってしまい、再び暗順応するにはまたしばらく目を慣らす必要が生じる。天体観望中は、街灯などの光がなるべく目に入らないように注意する。懐中電灯を使う場合は、赤いセロファンなどを貼って光量を最小限に絞って使うことが多い。
天体観望は夜間に行われるため、観望者は安全面の注意、近隣住民への配慮、寒さ対策を行う。また、山中で観望する場合は、熊その他の野生動物に気をつける必要がある。

## 天体観望の発展
天体現象のスケッチや天体現象の撮影なども科学的観測の記録として十分に有効である。天文雑誌などには、特に天体現象としての資料的価値のあるものが採用される例が多いため、ある程度の科学的もしくは美学的見地から検討を行った撮像データ及び撮像した機材のデータなどを添えると、科学研究としての評価を得やすい。また、新天体の発見などにつながるため、継続観測も重要である。